# SN 2005an
SN 2005an – supernowa typu II odkryta 3 marca 2005 roku w galaktyce E506-G11. W momencie odkrycia miała maksymalną jasność 17,30m.